# Södermöre (grevskap)

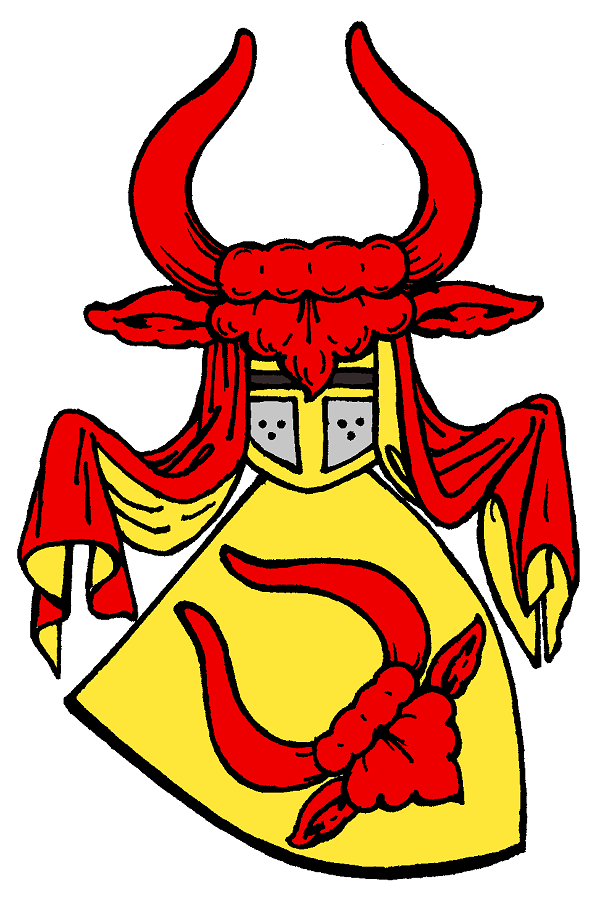
Ätten Oxenstiernas vapen

Södermöre var ett grevskap i Småland. Det gavs till rikskanslern Axel Oxenstierna den 20 november 1645 och omfattade då 582 mantal. Fram till 1655 utökades länet och kom slutligen att omfatta 766 ¹/₄ mantal, vilket utgjorde större delen av Södra Möre härad. Utöver grevskapet innehade Oxenstierna då 45 ¹/₂ mantal inom häradet, vilket lämnade endast 35 ³/₄ mantal i form av skatte- och kronohemman utom Oxenstiernas besittning.
Då Axel Oxenstierna dog 1654 övergick grevskapet till hans äldste son Johan Axelsson Oxenstierna. Då denne avled barnlös 1657 och hans yngre bror Erik dött redan 1656, övergick länet till Eriks äldste son Axel Eriksson Oxenstierna. När han dog 1676 övergick det till hans yngre bror Carl Gustaf Eriksson Oxenstierna. Grevskapet indrogs genom 1680 års reduktion.